# Hypocryptadius
Hypocryptadius is een geslacht binnen de familie mussen (Passeridae) en telt 1 soort.

## Soorten
- Hypocryptadius cinnamomeus – Kaneelbruine brilvogel